# My Fake Fiance
My Fake Fiance is een Amerikaanse, romantische televisiekomedie uit 2009 van Gil Junger. De hoofdrollen worden vertolkt door Melissa Joan Hart en Joseph Lawrence.

## Verhaal
Jennifer is een slimme, sarcastische jonge vrouw vol ambitie met weinig interesse in de liefde. Vince daarentegen is een echte rokkenjager, die geen zin in een vaste relatie heeft.
Een verhuiswagen met daarin alle spullen van Jennifer wordt gestolen. Kort nadien komt ze tijdens een bruiloft naast Vince te zitten, een vage kennis van haar die torenhoge gokschulden heeft. Beiden hebben ze vanaf het eerste moment een hekel aan elkaar met slechts één ding gemeenschappelijk: ze zitten beiden in geldnood. Als ze zien hoeveel geld het bruidspaar aan cadeaus binnenhaalt, besluiten ze te trouwen voor de huwelijkscadeaus om zo hun geldproblemen op te lossen.

## Rolbezetting
| Acteur            | Personage |
| ----------------- | --------- |
| Melissa Joan Hart | Jennifer  |
| Joseph Lawrence   | Vince     |
| Nicole Tubiola    | Courtney  |
| Burgess Jenkins   | Steve     |
| Diane Neal        | Bonnie    |
| Jason MacDonald   | David     |

## Trivia
- Een jaar na het verschijnen van My Fake Fiance begon de komedieserie Melissa & Joey, waarin Melissa Joan Hart en Joseph Lawrence eveneens samen de hoofdrollen spelen.